# Níger en los Juegos Paralímpicos de Londres 2012
Níger estuvo representado en los Juegos Paralímpicos de Londres 2012 por dos deportistas, un hombre y una mujer. El equipo paralímpico nigerino no obtuvo ninguna medalla en estos Juegos.